# Schutt-Kresse
Die Schutt-Kresse (Lepidium ruderale), auch Stink-Kresse oder Weg-Kresse genannt, ist eine Pflanzenart aus der Gattung der Kressen (Lepidium) innerhalb der Familie der Kreuzblütler (Brassicaceae). Sie ist in Eurasien weitverbreitet.

## Beschreibung

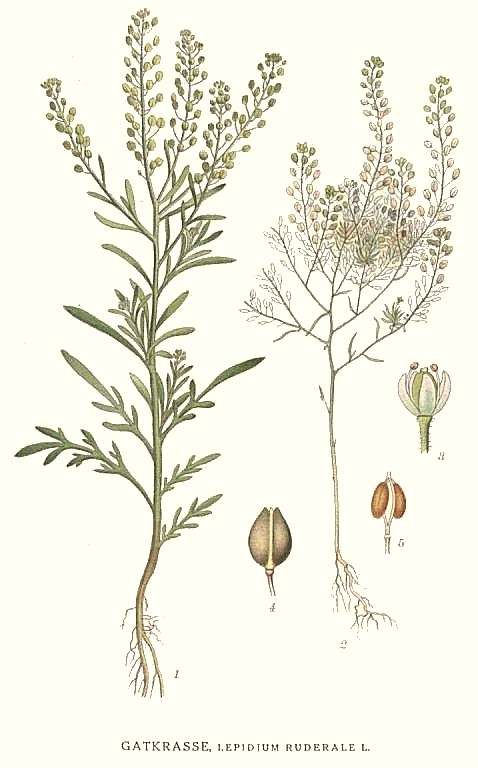
Illustration aus Carl Axel Magnus Lindman: Bilder ur Nordens Flora, Stockholm 1917–1926

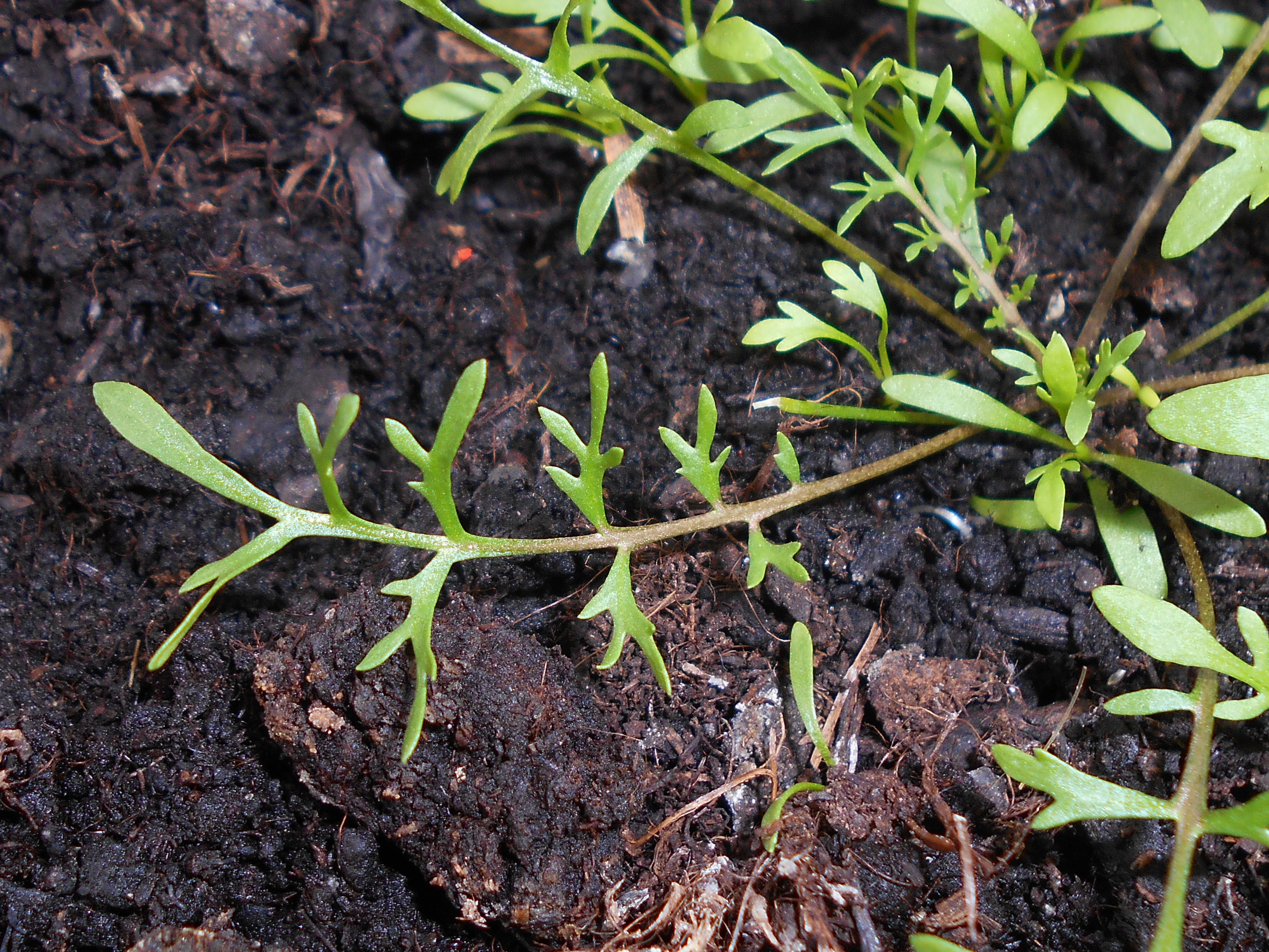
Blätter

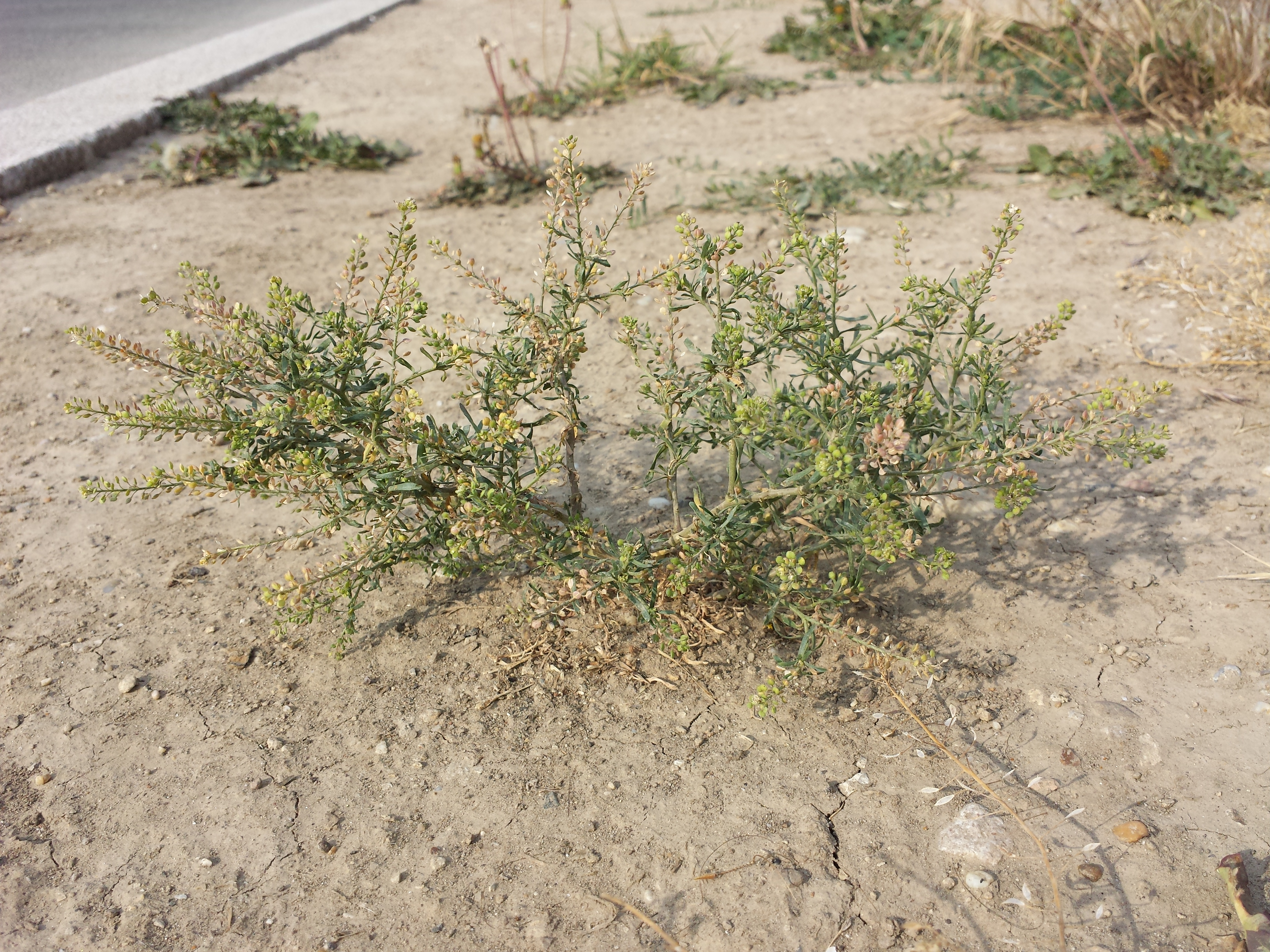
Schutt-Kresse (Lepidium ruderale)

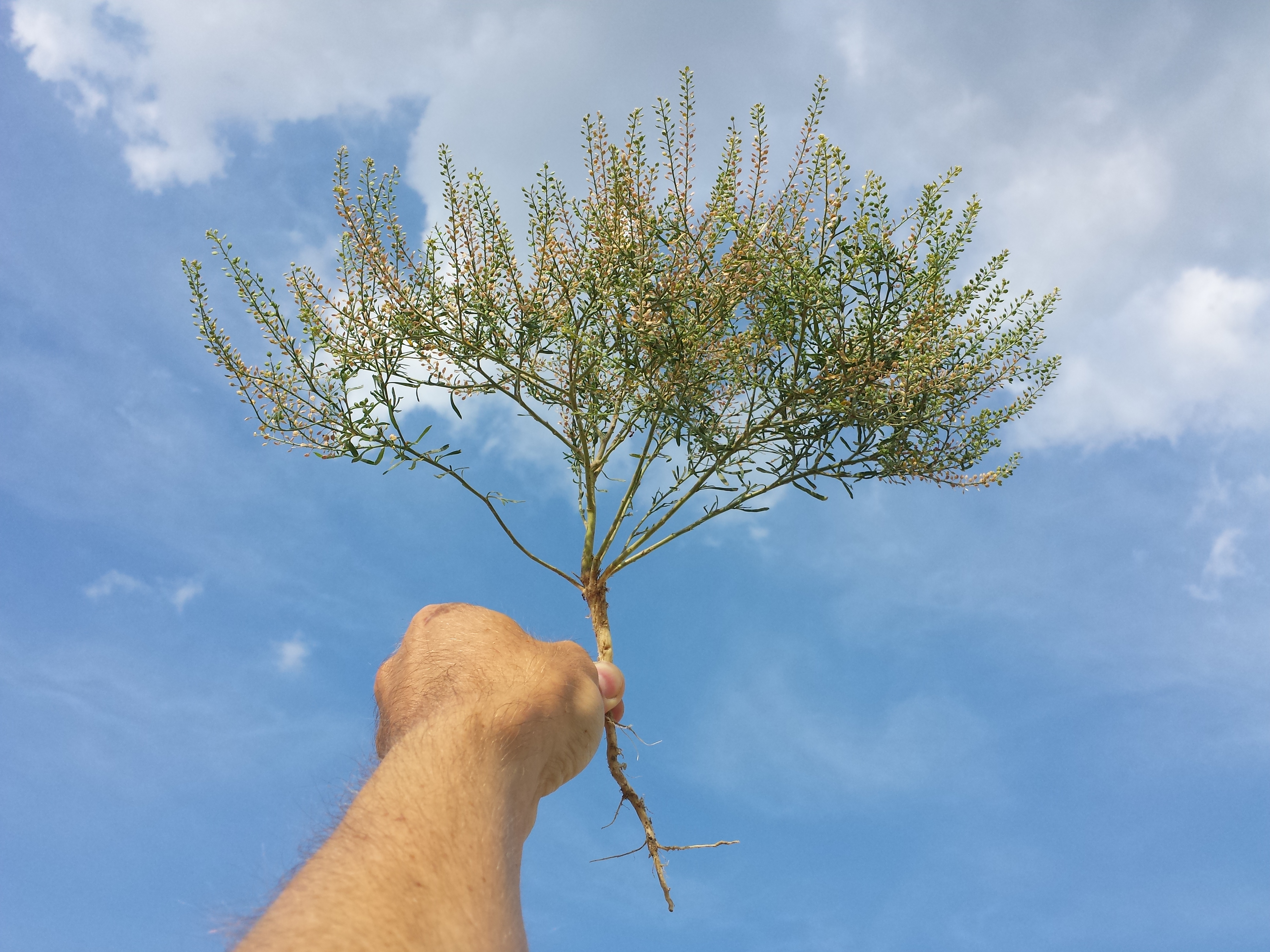
Schutt-Kresse (Lepidium ruderale)

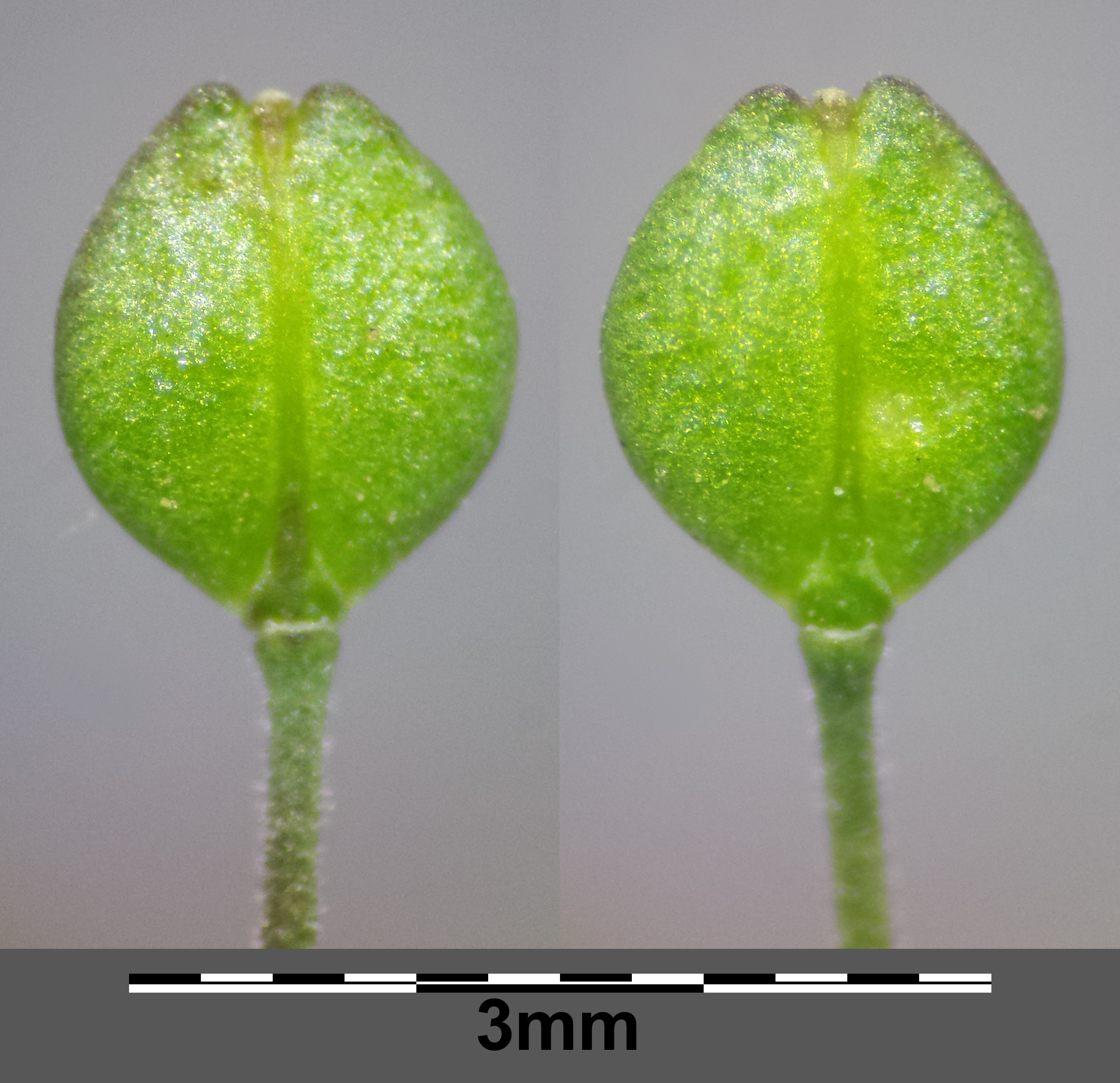
Schötchen

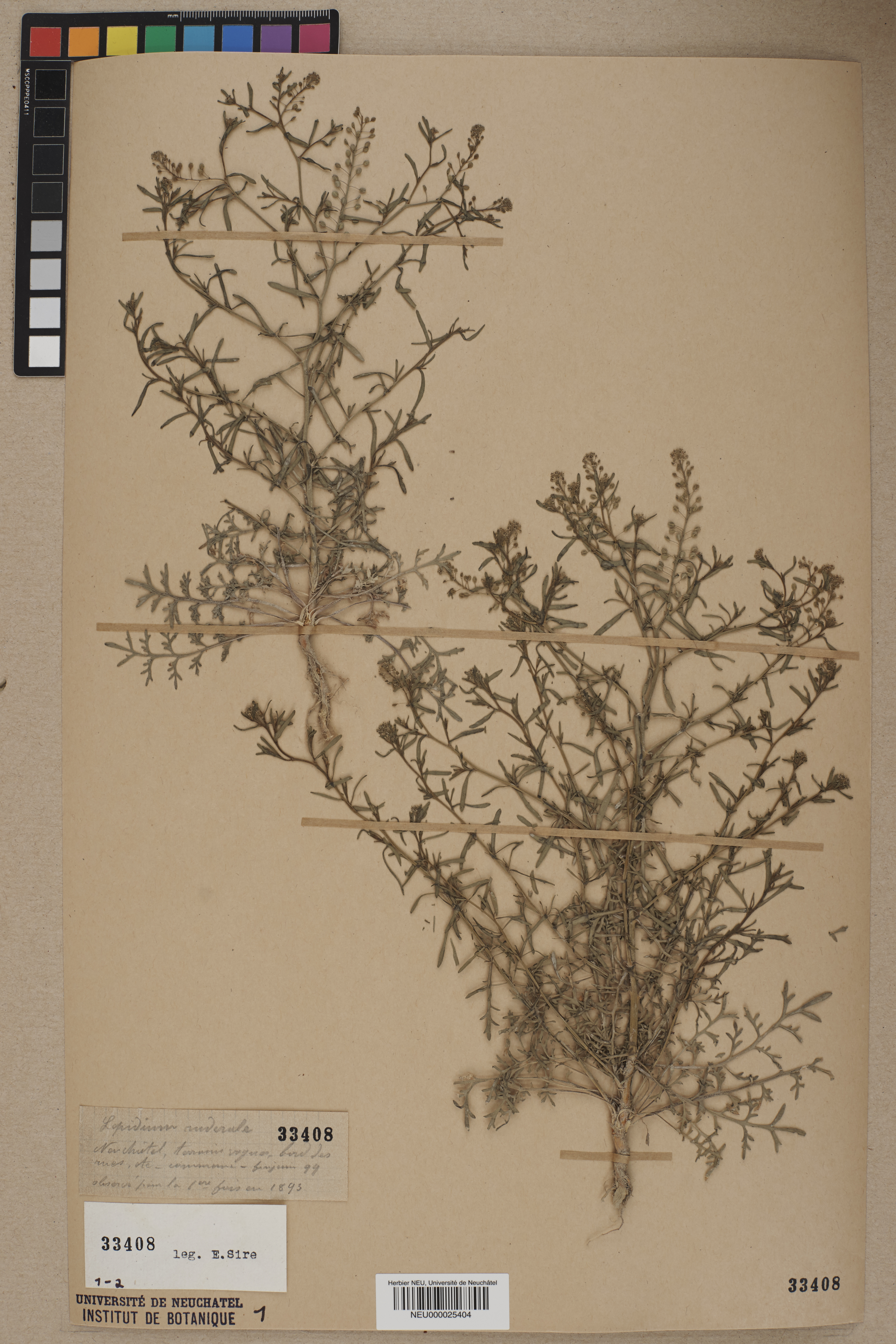
Schutt-Kresse (Lepidium ruderale), Herbarexemplar

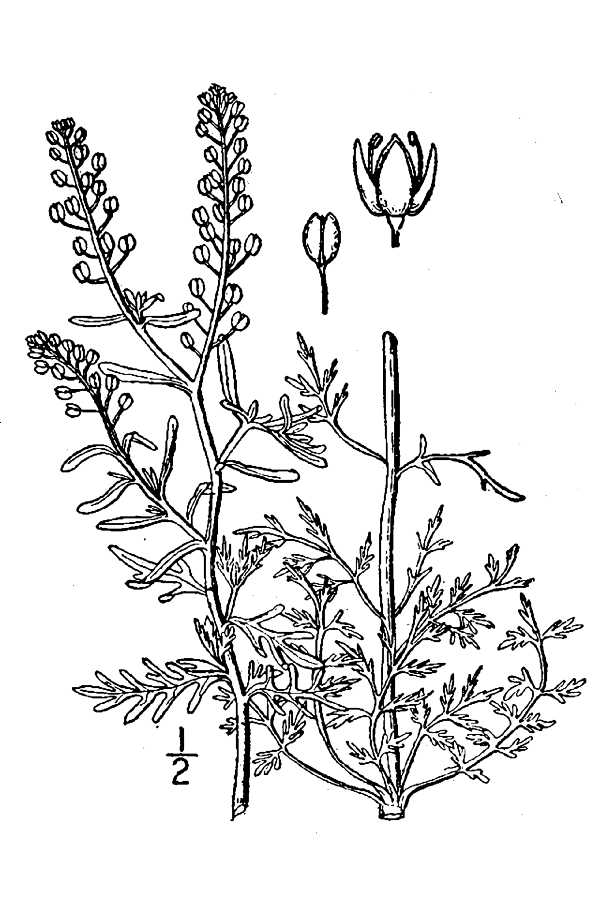
Illustration: gut dargestellt sind die unterschiedlichen Blattformen

### Erscheinungsbild und Blatt
Die Schutt-Kresse wächst als überwinternd grüne, ein- oder zweijährige, krautige Pflanze und erreicht Wuchshöhen von meist 10 bis 35 (5 bis 55) Zentimetern. Sie riecht meist unangenehm mit starkem Kressegeruch, besonders beim Zerreiben. Es wird eine Pfahlwurzel gebildet. Die oberirdischen Pflanzenteile sind oft mit bleistiftförmigen, zylindrischen, papillösen Trichomen flaumig behaart. Der aufrechte bis aufsteigende, meist besonders im oberen Bereich stark verzweigte Stängel ist mit ungleich langen Trichomen behaart, dabei gibt es mehr konische (dornförmige) und zugespitzt keulenförmige behaart oder kahl.
Die Laubblätter sind in einer grundständigen Rosette und am Stängel wechselständig verteilt angeordnet. Die Grundblätter und die unteren Stängelblätter sind 1 bis 2, selten bis zu 3,2 oder bis zu 5,3 Zentimeter lang gestielt und ihre meist 3 bis 5 (1,5 bis 7,2) Zentimeter lange und meist 0,7 bis 2 (0,5 bis 2,5) Zentimeter breite Blattspreite ist selten einfach, meist zwei- oder dreifach fiederteilig oder bis auf die Mittelrippe fiederschnittig; sie sind kahl bis auf den bewimperten Blattrand. Der Endabschnitt der unteren Laubblätter ist länglich mit spitzem oberem Ende und glattem oder selten gezähntem Rand. Die mittleren bis oberen Stängelblätter sind sitzend und bei einer Länge von meist 1 bis 2 (0,4 bis 3) Zentimeter sowie einer Breite von meist 0,5 bis 2,5 (0,3 bis 3,5) Millimeter linealisch bis lanzettlich und ganzrandig mit keilförmigem bis verschmälertem Spreitengrund (ohne Öhrchen), stumpfem bis fast spitzem oberem Ende und meist glattem, bewimpertem Rand. Die schmalen Blattabschnitte sterben früh ab.

### Blütenstand und Blüte
Die Blütezeit erstreckt sich je nach Standort von Mai bis Juli, Oktober oder sogar November. Bei den anfangs schirmtraubigen Blütenständen verlängern sich die flaumig behaarten, zylindrischen Blütenstandsachsen bis zur Fruchtreife.
Die zwittrigen Blüten sind vierzählig. Die vier papilliös flaumig behaarten Kelchblätter sind bei einer Länge von meist 0,5 bis 0,9, selten bis zu 1 Millimeter sowie einer Breite von 0,2 bis 0,4 Millimeter länglich und ihr Rand und Spitze ist weiß. Kronblätter fehlen oder sind manchmal rudimentär vorhanden und dann weiß, bei einer Länge von 0,5 bis 0,5 Millimeter sowie einer Breite von etwa 0,1 Millimeter linealisch. Es sind Staubblätter meist zwei oder seltener vier vorhanden. Die Staubfäden sind 0,7 bis 0,8 Millimeter lang. Die Staubbeutel sind bei einer Länge von 0,1 bis 0,2 Millimeter eiförmig.

### Fruchtstand, Frucht und Samen
Der traubige Fruchtstand ist locker. Die bei einem Durchmesser von 0,1 bis 0,15 Millimeter relativ dünnen und 2 bis 4 (1,5 bis 5) Millimeter langen Fruchtstiele sind abgespreizt bis horizontal, gerade oder leicht gekrümmt und rundherum flaumig behaart. Die Schötchen sind bei einer Länge von 1,8 bis 2,5 (1,5 bis 3) Millimeter und einer Breite von meist 1,5 bis 2, selten bis zu 2,3 Millimeter eiförmig bis breit elliptisch oder oval und im oberen Bereich schmal geflügelt und ausgerandet. Der Griffel ist kaum erkennbar oder mit bis zu 0,1 Millimeter viel kürzer als die Ausrandung des Schötchens und in die obere 0,1 bis 0,2 Millimeter tiefe Einkerbung eingesenkt. Die Fruchtklappen sind dünn, glatt, ohne erkennbare Nervatur und kahl.
Die braunen Samen sind bei einer Länge von 1 bis 1,5 Millimeter und einem Durchmesser von 0,6 bis 0,7 Millimeter länglich bis eiförmig-länglich, ungeflügelt und fein papilliös.

### Chromosomensatz
Die Chromosomengrundzahl beträgt x = 8; es kommen Populationen mit Diploidie und Tetraploidie vor, also mit den Chromosomenzahlen 2n = 16 oder 32.

## Verwechslungsmöglichkeiten
Durch das Fehlen von Kronblättern werden Lepidium ruderale und Lepidium apetalum leicht verwechselt. Aber Lepidium apetalum, die nur in Asien vorkommt, riecht nicht unangenehm, ihre Trichome sind kopfig oder keulenförmig, die oberen, sitzenden Blätter besitzen oft kleine Öhrchen und die Fruchtstiele sind leicht abgeflacht bis unauffällig geflügelt mit meist nur unterseits Trichomen. Verwechselt wird die Schutt-Kresse (Lepidium ruderale) auch mit der Dichtblütigen Kresse (Lepidium densiflorum), Verkannten Kresse (Lepidium neglectum) und Virginischen Kresse (Lepidium virginicum), bei letzteren drei Arten sind die Kronblätter mindestens so lang wie Kelchblätter.

## Ökologie
Die Schutt-Kresse ist ein Hemikryptophyt oder Therophyt.
Es findet Insektenbestäubung oder Selbstbestäubung statt.
Reife Früchte sind schon nach wenigen Wochen vorhanden. Es findet Windausbreitung oder Menschenausbreitung statt. Die Pflanze kann sich auch als Ganzes durch Windverwehung als „Steppenhexe“ ausbreiten.

## Vorkommen und Gefährdung
Die Schutt-Kresse ist weiten Gebieten der gemäßigten bis subtropischen Zonen Eurasiens verbreitet. Ursprünglich ist es ein ostmediterran-asiatisches Florenelement.
Zu ihrem Verbreitungsgebiet gehören Nord-, Mittel-, West-, Ost-, Südosteuropa, der Kaukasusraum, Vorderasien, Zentralasien, Sibirien und auf dem Indischen Subkontinent. Ursprünglich ist sie wohl eine salzliebende Steppenpflanze in Zentralasien vom Aralsee bis zur Mandschurei. Es gibt natürliche Vorkommen in Kuwait, Iran, Irak, in der Türkei, in Armenien, Aserbaidschan, Georgien, Ciskaukasien, Dagestan, Altai, Burjatien, Irkutsk, Kemerowo, südlichen Krasnojarsk, Kurgan, Nowosibirsk, Omsk, Tomsk, südlichen Tjumen, Jakutien-Sacha, Kasachstan, Turkmenistan, in der Mongolei, Xinjiang, in den indischen Bundesstaaten Jammu, Kaschmir sowie Tamil Nadu, in Dänemark, im südlichen Finnland, südlichen Norwegen, südlichen Schweden, in Österreich, Belgien, Tschechien, Ungarn, in den Niederlanden, in der Slowakei, in der Schweiz, in Polen, in den Baltischen Staaten, Belarus, Moldawien, europäischen Teil Russlands, Ukraine (inklusive Krim), Albanien, Bosnien und Herzegowina, Bulgarien, Kroatien, Italien, Mazedonien, Montenegro, Rumänien, Serbien, Slowenien, Frankreich und Spanien. In Deutschland ist es ein Archäophyt.
Als Neophyt kommt die Schutt-Kresse auf der japanischen Insel Honshu, in Portugal, in Kanada, in den USA und in Neukaledonien vor. Sie gilt auf den neukaledonischen Inseln Grande Terre und Raoul Island als invasive Pflanze.
In Mitteleuropa kommt die Schutt-Kresse von der Küste bis zum Fuß der Alpen zerstreut, örtlich auch teils häufig vor; teils selten findet man sie vor allem in größeren Höhenlagen im Nordwesten, dort kann sie auch ganz fehlen. In den Alpen wurde sie bis in Höhenlagen von 2000 Metern meist nur vorübergehend verschleppt. So wurde sie in der Berninagruppe in 2081 Meter Meereshöhe beobachtet. In den Allgäuer Alpen steigt sie in Vorarlberg am Straßenrand bei Neßlegg zwischen Schröcken und Hochtannberg bis zu einer Höhenlage von 1370 Meter auf.
In Österreich und in der Schweiz gedeiht sie in den kollinen bis montanen, selten subalpinen Höhenstufen. In Österreich sie in allen Bundesländern häufig bis zerstreut.
Die ökologischen Zeigerwerte nach Landolt et al. 2010 sind in der Schweiz: Feuchtezahl F = 2w (mäßig trocken aber mäßig wechselnd), Lichtzahl L = 4 (hell), Reaktionszahl R = 4 (neutral bis basisch), Temperaturzahl T = 4+ (warm-kollin), Nährstoffzahl N = 4 (nährstoffreich), Kontinentalitätszahl K = 4 (subkontinental), Salztoleranz 1 = tolerant.
Die Schutt-Kresse ist eine wärmeliebende Ruderalpflanze vor allem der trockenen Ruderalstellen, Trittstellen, Bahnanlagen und Straßenränder. Sie besiedelt Wegränder, Bahngeleise und lückig bewachsenes Ödland. Sie ist in Mitteleuropa eine Verbands-Charakterart des Polygonion avicularis. Die Schutt-Kresse braucht verfestigten, eher trockenen, nährstoffreichen und stickstoffhaltigen Boden, der lehmig oder sandig-lehmig sein kann; sie geht auch auf Schotter und Kies.

## Taxonomie
Die Erstveröffentlichung von Lepidium ruderale erfolgte 1753 durch Carl von Linné in Species Plantarum, 2, S. 645. Synonyme für Lepidium ruderale L. sind: Iberis ruderalis (L.) Crantz, Lepidium ambiguum Lange, Lepidium ambiguum F.Muell., Lepidium glaucescens Dumort., Lepidium texanum Buckley, Lepidium virginicum subsp. texanum (Buckley) Thell., Nasturtium ruderale (L.) Scop., Senckenbergia ruderalis G.Gaertn., B.Mey. & Scherb., Thlaspi ruderale (L.) All., Thlaspi tenuifolium Lam.

## Inhaltsstoffe
Wurzeln, Kraut und Samen enthalten das Senfölglycosid Glucotropaeolin, die Samen außerdem Sinapin.

## Nutzung
Lepidium ruderale wird gegen die ansteckende Hautkrankheit Impetigo, beispielsweise Impetigo contagiosa eingesetzt. Das Kraut galt in Russland als Volksmittel gegen Wechselfieber. In Dalmatien wurde das getrocknete Pulver zur Vertreibung von Insekten verwendet.
Die nach Kresse schmeckenden Blätter werden roh oder gekocht gegessen.

## Trivialnamen in anderen Sprachen
Trivialnamen in anderen Sprachen sind:
- Chinesisch: zhu mao du xing cai
- Englisch: narrow-leaved pepperwort, peppercress, peppergrass, roadside peppergrass
- Französisch: cresson puant, passerage des décombres
- Spanisch: lepidio de hoja estrecha